# Ekonomiåret 1896

## Händelser
- Dow Jones Index på New York-börsen införs.[1]
- Panic of 1896
- Svenska livsmedelsarbetareförbundet grundas.
- Sveriges verkstadsförening, senare ett arbetsgivarförbund inom SAF för verkstadsindustri, bildas.

## Bildade företag
- Daimler Motor Company
- Falcon
- Kawasaki Heavy Industries
- Leyland Motors
- Wasabryggeriet

## Födda
- 9 januari – Harald Folke, svensk företagsledare.

## Avlidna
- 10 maj – Antti Ahlström, finländsk industriman, kommerseråd.

### Fotnoter
1. ↑  Lasse Granestrand (19 juni 1999). ”Får vi be om Största Möjliga Avkastning”. Dagens nyheter. http://www.dn.se/arkiv/lordag-sondag/far-vi-be-om-storsta-mojliga-avkastning. Läst 27 februari 2015.